# Kausala
Kausala är en tätort (finska: taajama) och centralort i Itis kommun i landskapet Päijänne-Tavastland i Finland. Vid tätortsavgränsningen den 31 december 2021 hade Kausala 3 628 invånare och omfattade en landareal av 9,06 kvadratkilometer.